# Zawichost
Zawichost è un comune urbano-rurale polacco del distretto di Sandomierz, nel voivodato della Santacroce.
Ricopre una superficie di 80,19 km² e nel 2004 contava 4 783 abitanti.